# 田代眞人
田代 眞人（たしろ まさと、1948年 - ）は、日本の医学者。インフルエンザ研究の専門家として知られる。国立感染症研究所名誉所員。初代新型インフルエンザ等対策有識者会議会長代理。

## 経歴
1975年に東北大学医学部卒業後、いわき市立総合磐城共立病院(現・いわき市医療センター)内科で研修。1983年医学博士号（Ph.D）取得。1984年にアレクサンダー・フォン・フンボルト財団の奨学研究員としてギーセン大学に留学。自治医科大学教授、国立感染症研究所インフルエンザウイルス研究センター長、世界保健機関(WHO)インフルエンザ協力センター長、WHOパンデミック緊急会議委員、国際インフルエンザ学会理事、内閣官房新型インフルエンザ等対策有識者会議会長代理などを歴任した。国立感染症研究所名誉所員。
1991年マックス・プランク賞受賞。2019年に瑞宝小綬章を受章。
2005年、ウイルス学の権威・ハンス・ディーター・クレンク（de:Hans-Dieter Klenk）博士の引退講演によせてのドイツマールブルク大学でのスピーチで、当時猛威を振るっていた鳥インフルエンザ感染者数について「中国は国家ぐるみで世界を欺いている」と告発をした。中国・湖南省訪問時に現地の共同研究者から得た非公式情報に基づいたものだが、中国保健省はこれを否定した。

## 著作

### 共著
- 岡田晴恵 共著『感染症とたたかう インフルエンザとSARS』岩波書店〈岩波新書〉、2003年12月19日。ISBN 978-4004308706。
- 速水融、立川昭二、岡田晴恵 共著『強毒性新型インフルエンザの脅威』岡田晴恵 編、藤原書店、2006年7月。増補新版2009年3月
- 岡田晴恵 共著『新型インフルエンザH5N1』岩波書店〈岩波科学ライブラリー〉、2007年12月20日。ISBN 978-4000074797。

### 監修、監訳
- 岡田晴恵 著『鳥インフルエンザの脅威 : 本当の怖さはこれからだ!』田代眞人 監修、河出書房新社、2004年5月21日。ISBN 978-4309251806。
- 岡田晴恵 著『史上最強のウイルス12の警告 : 新型インフルエンザの脅威』田代眞人 監修、文藝春秋社〈文春文庫〉、2008年10月。
- 岡田晴恵 編著『新型インフルエンザの企業対策 : 事業継続と社会的責任』田代眞人 監修、日本経済新聞出版社、2009年4月。
- 『知ろう!防ごう!インフルエンザ1 新型インフルエンザはなぜこわい?』岡田晴恵・田代眞人 監修、岩崎書店、2009年10月。
- 『知ろう!防ごう!インフルエンザ2 インフルエンザの予防と対策』岡田晴恵・田代眞人 監修、岩崎書店、2009年11月。
- 『知ろう!防ごう!インフルエンザ3 感染症と医学の歴史』岡田晴恵・田代眞人 監修、岩崎書店、2009年12月。

### 論文・寄稿文
- 田代眞人「インフルエンザウイルスHA蛋白の解裂活性化と病原性のメカニズム」『日本臨床』第55巻、2633-2639頁、NAID 50004732395。
- 佐藤荘太郎, 平沢堯, 今井大, 田代真人, 沼沢誠, 若狭治毅「若年性大腸ポリポーシスの1例」『日本消化器病学会雑誌』第75巻第4号、日本消化器病学会、1978年、545-551頁、doi:10.11405/nisshoshi1964.75.545、ISSN 0446-6586、NAID 130001061990。
- 本間守男, 田代真人「ＨＶＪによる細胞融合」『日本細菌学雑誌』第34巻第6号、日本細菌学会、1979年、779-795頁、doi:10.3412/jsb.34.779、ISSN 0021-4930、NAID 130001384496。
- 田代真人「わしらの長寿園なくさないで!!--国立病院統廃合に反対する農村住民(群馬)」『あすの農村』第137号、日本共産党中央委員会、1986年4月、54-57頁、NAID 40004022945。
- 中島捷久, 田代真人「インフルエンザウイルス研究者交流の会」『ウイルス』第43巻第2号、日本ウイルス学会、1993年、370-370頁、doi:10.2222/jsv.43.2_370、ISSN 0042-6857、NAID 130003854658。
- 田代眞人「インフルエンザの感染病理機構」『細胞工学』第14巻、1995年、50-58頁、NAID 80008109994。
- 田代眞人「インフルエンザウイルスと細菌」『化学療法の領域』第12巻、1996年、1803-1809頁、NAID 80009193655。
- 矢部貞雄, 中山幹男, 山田堅一郎, 北野忠彦, 新井陽子, 堀本泰介, 見藤歩, 増田剛太, 田代真人「輸入デングウイルス感染症の診断例」『臨床とウイルス』第24巻第2号、1996年5月、S29、ISSN 03038092、NAID 10008544606。
- 堀本泰介, 田代眞人「ボルナ病ウイルスと精神・神経性疾患」『臨床と微生物』第23巻第4号、1996年7月、439-445頁、ISSN 09107029、NAID 10016087448。
- 矢部貞雄, 中山幹男, 山田堅一郎, 北野忠彦, 新井陽子, 堀本泰介, 増田剛太, 見藤歩, 田代眞人「輸入デングウイルス感染症のウイルス学的診断」『感染症学雑誌 : 日本伝染病学会機関誌』第70巻第11号、日本感染症学会、1996年11月、1160-1169頁、doi:10.11150/kansenshogakuzasshi1970.70.1160、ISSN 03875911、NAID 10008724127。
- 藤井陽一, 大竹かおり, 田代真人「HIV-1 Nefの生物学」『細胞工学』第16巻第1号、秀潤社、1997年1月、94-99頁、ISSN 02873796、NAID 40004440688。
- 田代眞人「インフルエンザ対策の今後の方針」『臨床とウイルス』第25巻第2号、1997年5月、S12、ISSN 03038092、NAID 10008545207。
- 山田堅一郎, 中山幹男, 田代眞人「デング熱・デング出血熱の診断および検査体制」『臨床と微生物』第24巻第5号、1997年9月、579-582頁、ISSN 09107029、NAID 10016089375。
- 森川茂, 田代眞人「出血熱ウイルスの診断体制」『臨床と微生物』第24巻第5号、1997年9月、583-586頁、ISSN 09107029、NAID 10016089387。
- 田代真人「インフルエンザウイルスの生態学とサ-ベイランス体制 (特集 インフルエンザとかぜ症候群)」『日本医師会雑誌』第120巻第7号、日本医師会、1998年10月、1030-1033頁、ISSN 00214493、NAID 40002819886。
- 田代眞人「香港におけるH5N1型インフルエンザの流行」『ウイルス』第48巻第2号、日本ウィルス学会、1998年12月、211-221頁、ISSN 00426857、NAID 10005520574。
- 佐藤威, 岡田晴恵, 小船富美夫, 田代真人, 土屋喬義, 武内可尚, 高山直秀, 宮塚幸子「ゼラチン粒子凝集法を用いた麻疹IgM抗体測定法の開発」『臨床とウイルス』第27巻第2号、1999年4月、S78、ISSN 03038092、NAID 10013385259。
- 田代眞人「遺伝子改変ウイルスによるワクチン開発:トリH5N1型インフルエンザウイルスの弱毒化 (特集 インフルエンザ 最強のウイルスの謎に迫る)」『細胞工学』第19巻第1号、秀潤社、2000年1月、58-64頁、ISSN 02873796、NAID 40004441062。
- 小船富美夫, 片山未来, 岡田晴恵, 竹田誠, 佐藤威, 田代眞人, 砂川富正, 岡部信彦, 中村正治, 大野惇, 糸数清正, 村上秀親「麻疹ワクチン既接種者の麻疹罹患とわが国の麻疹対策 : 沖縄県八重山地区での麻疹流行」『臨床とウイルス』第28巻第1号、2000年4月、10-14頁、ISSN 03038092、NAID 10009653621。
- 菱山美智子, 小浜友昭, 竹内薫, 加藤篤, 田代眞人「麻疹・風疹・おたふくかぜの生ワクチンに混入するニワトリ白血病ウイルスの簡便な検出方法」『臨床とウイルス』第28巻第2号、2000年5月、S77、ISSN 03038092、NAID 10013200668。
- 岡田晴恵, 菅野義樹, 佐藤威, 田代眞人, 岡部信彦, 片山章, 七条孝三郎, 樋口薫, 土屋喬義, 高山直秀, 安倍隆, 武内可尚「麻疹患者と麻疹生ワクチン接種者における免疫抑制病態の比較解析」『臨床とウイルス』第29巻第2号、2001年4月、S54、ISSN 03038092、NAID 10012349639。
- 小田切孝人, 田代眞人, 岡部信彦, 斉藤玲子, 鈴木宏, 柏木征三郎「わが国のインフルエンザ株サーベイランスとワクチン株選定」『臨床とウイルス』第30巻第2号、2002年5月、S49、ISSN 03038092、NAID 10012349560。
- 岡田晴恵, 佐藤威, 田代眞人「小児麻疹患者の免疫・生体応答における男女差の検討」『臨床とウイルス』第30巻第2号、2002年5月、S71、ISSN 03038092、NAID 10012349579。
- 加藤篤, 竹内薫, 菱山美智子, 田代眞人「ムンプスウイルスの国内分離状況」『臨床とウイルス』第30巻第2号、2002年5月、S79、ISSN 03038092、NAID 10012349587。
- 菱山美智子, 小浜友昭, 竹内薫, 加藤篤, 田代眞人「生ワクチンに混入する可能性のあるトリ白血病ウイルスの簡便な検出方法について」『臨床とウイルス』第30巻第3号、2002年7月、172-179頁、ISSN 03038092、NAID 10009637808。
- 木村哲, 加地祥文, 岡部信彦, 川名明彦, 照屋勝治, 田代眞人, 小林治「SARS講演会」『感染症学雑誌』第77巻第8号、日本感染症学会、2003年、547-594頁、doi:10.11150/kansenshogakuzasshi1970.77.547、ISSN 0387-5911、NAID 130004112839。
- 齋藤義弘, 坂田宏子, 田代眞人「SLAM/Vero 細胞を用いた麻疹中和抗体価の測定」『臨床とウイルス』第31巻第2号、2003年5月、S52、ISSN 03038092、NAID 10012754772。
- 吉田紀美, 近藤玲子, 山下育孝, 大瀬戸光明, 木村博一, 岡田晴恵, 田代眞人「麻疹ウイルスH1型による成人麻疹の多発」『臨床とウイルス』第31巻第2号、2003年5月、S61、ISSN 03038092、NAID 10012754781。
- 田代眞人「新型インフルエンザ大流行の脅威と対策」『最新医学』第59巻、2004年、207-214頁、NAID 50000392261。
- 秋元未来, 岡田晴恵, 田代眞人「大学生における麻疹、風疹のワクチン接種、罹患状況の調査について」『臨床とウイルス』第32巻第2号、2004年5月、S57、ISSN 03038092、NAID 10013117835。
- 岡田晴恵, 田代眞人「対策は可能か WHO新型インフルエンザ会議の警告」『世界』第728号、岩波書店、2004年7月、259-266頁、ISSN 05824532、NAID 40006280507。
- 田口文広, 田代眞人「重症急性呼吸器症候群(SARS)とSARSコロナウイルス」『化学と生物』第42巻第8号、日本農芸化学会、2004年8月、546-552頁、doi:10.1271/kagakutoseibutsu1962.42.546、ISSN 0453073X、NAID 10016519541。
- 岡田晴恵, 田代眞人「鳥インフルエンザの流行は，何が問題なのか」『日本農村医学会雑誌』第53巻第5号、日本農村医学会、2005年、775-782頁、doi:10.2185/jjrm.53.775、ISSN 0468-2513、NAID 130004451081。
- 岡田晴恵, 田代眞人「大流行への対策を! 新型インフルエンザ出現の危機にどう対応するか」『世界』第747号、岩波書店、2006年1月、107-117頁、ISSN 05824532、NAID 40007030141。
- 海野幸子, 堀内善信, 庵原俊昭, 浅野喜造, 岡田賢司, 大槻紀之, 田代眞人, 竹森利忠「風疹抗体国内標準品及び風疹パネル血清の整備」『臨床とウイルス』第34巻第2号、2006年6月、S72、ISSN 03038092、NAID 10017570735。
- 押谷仁, 田代眞人, 河岡義裕「鼎談 パンデミックに備えて」『インフルエンザ』第7巻第3号、メディカルレビュー社、2006年7月、169-180頁、ISSN 13458345、NAID 40007392555。
- 田代眞人「新型インフルエンザに対する事前準備と緊急対応」『臨床とウイルス』第35巻第2号、2007年5月、S36、ISSN 03038092、NAID 10019500122。
- 村木優子, 真鍋貞夫, 石川豊数, 五味康行, 奥野良信, 齊加志津子, 田代眞人, 山西弘一, 高橋理明「ムンプスウイルスの弱毒確認試験法の検討」『臨床とウイルス』第36巻第2号、2008年5月、S61、ISSN 03038092、NAID 10021244675。
- 石原慎太郎, 田代博嗣, 田代眞人「死者三億人「新型ウイルス」に備えよ」『文芸春秋』第86巻第9号、文芸春秋、2008年8月、174-184頁、NAID 40016118172。
- 五十嵐郁美, 水田克巳, 大内好美, 田中千賀子, 齋藤義弘, 秋山美穂, 木村博一, 岡部信彦, 野田雅博, 田代眞人「最近検出されたヒトボカウイルス(HBoV)の分子疫学」『臨床とウイルス』第37巻第2号、2009年4月、S51、ISSN 03038092、NAID 10024951798。
- 木村博一, 岡部信彦, 塚越博之, 野田雅博, 岡山吉道, 菅井和子, 小澤邦壽, 梁明秀, 田代眞人, 水田克巳「EL7-1 呼吸器ウイルス,特に喘息関連ウイルスの基礎,分子疫学および感染細胞のサイトカイン産生(教育講演7,第61回日本アレルギー学会秋季学術大会)」『アレルギー』第60巻第9号、日本アレルギー学会、2011年、1182頁、doi:10.15036/arerugi.60.1182、ISSN 0021-4884、NAID 110008911913。
- 藤崎誠一郎, 田代眞人「インフルエンザの歴史と疫学 (特集 インフルエンザウイルス感染症の最新の話題)」『呼吸と循環』第59巻第10号、医学書院、2011年10月、961-971頁、ISSN 04523458、NAID 40019001692。
- 田代眞人「新型インフルエンザ事前準備・緊急対応体制の再構築」『バムサジャーナル』第24巻第2号、バイオメディカルサイエンス研究会、2012年、51-57頁、ISSN 2185-9361、NAID 40019386636。
- 田代真人「「放射線」問題の深い闇」『季論21』第26号、『季論21』編集委員会 ; 2008-、2014年、13-16頁、NAID 40020243432。
- 田代真人「「原子力規制委員会」は何をしているか」『季論21』第39号、『季論21』編集委員会 ; 2008-、2018年、187-200頁、NAID 40021470061。
- 佐藤佳代子, 田代眞人, 板村繁之「TLR9アゴニストはインフルエンザワクチンのブースター免疫においてウイルス特異的抗体の親和性とADCC活性を増強する (特集 インフルエンザウイルス感染における免疫)」『臨床免疫・アレルギー科』第70巻第4号、科学評論社、2018年10月、325-330頁、ISSN 1881-1930、NAID 40021698033。
- 田代眞人「大流行による惨劇から一〇〇年 : スペイン・インフルエンザ」『図書』第842号、岩波書店、2019年2月、6-9頁、NAID 40021796615。
- 森本和文「新型コロナウイルス感染症にうち克とう[岡田春恵・田代眞人著 感染爆発(パンデミック)にそなえる,詫摩佳代著 人類と病,武村政春著 ヒトがいまあるのはウイルスのおかげ!]」『科学的社会主義』第267号、社会主義協会、2020年7月、58-64頁、NAID 40022295488。